# Hoya serpens
Hoya serpens ist eine Pflanzenart der Gattung der Wachsblumen (Hoya) aus der Unterfamilie der Seidenpflanzengewächse (Asclepiadoideae). 

## Merkmale
Hoya serpens bildet kurze, kriechende, wenig behaarte Triebe, die Knoten mit Wurzeln aufweisen. Die wenig behaarten Blattspreiten sind annähernd rund bis leicht oval oder elliptisch sie werden bis 15 mm lang und 12 mm breit. Die Oberseite zeigt eine mattgrüne Farbe, die Unterseite ist etwas heller. Sie sitzen auf etwa 4 mm Stielen. Der Blütenstand ist hängend und weist bis acht Blüten auf. Der Stiel des Blütenstands wird bis 3,5 cm lang und ist wenig behaart. Die Blütenstiele werden bis 2 cm lang. Die Blütenkrone hat einen Durchmesser von etwa 1,5 cm und ist weiß bis leicht grünlich. Die Kronenzipfel sind zugespitzt und messen 5 × 3 mm. Die Ränder sind umgebogen; sie sind innen dicht behaart. Die ebenfalls weiße Nebenkrone hat einen Durchmesser von 7 mm und ist 3 mm hoch. Die staminale Nebenkronenzipfel sind elliptisch, 3,5 mm lang und 2 mm breit. Der innere Fortsatz ist zugespitzt und dunkelrosa gefärbt, der äußere Fortsatz oval, spitz auslaufend und leicht nach oben gebogen.  

## Geographisches Vorkommen
Die Art kommt ursprünglich wohl nur in Nepal und in Indien (Sikkim) vor. Ein isoliertes Vorkommen in Australien (Queensland) wird mit anthropogener Einbürgerung erklärt.

### Online-Quelle
- Website über die Gattung Hoya von Simone Merdon-Bennack (Memento vom 11. April 2005 im Internet Archive)